# Zonza
Pour la partie littorale de la commune, située dans le bassin versant du Cavo et donnant sur la mer Tyrrhénienne, consulter l'article Sainte-Lucie-de-Porto-Vecchio.
Zonza [tsɔntsa] est une commune française située dans la circonscription départementale de la Corse-du-Sud et le territoire de la collectivité de Corse. Le village appartient à la piève de Carbini, en Alta Rocca.

## Géographie
Zonza est située en Alta Rocca, au sein du « territoire de vie » Alta Rocca du Parc naturel régional de Corse.

### Relief

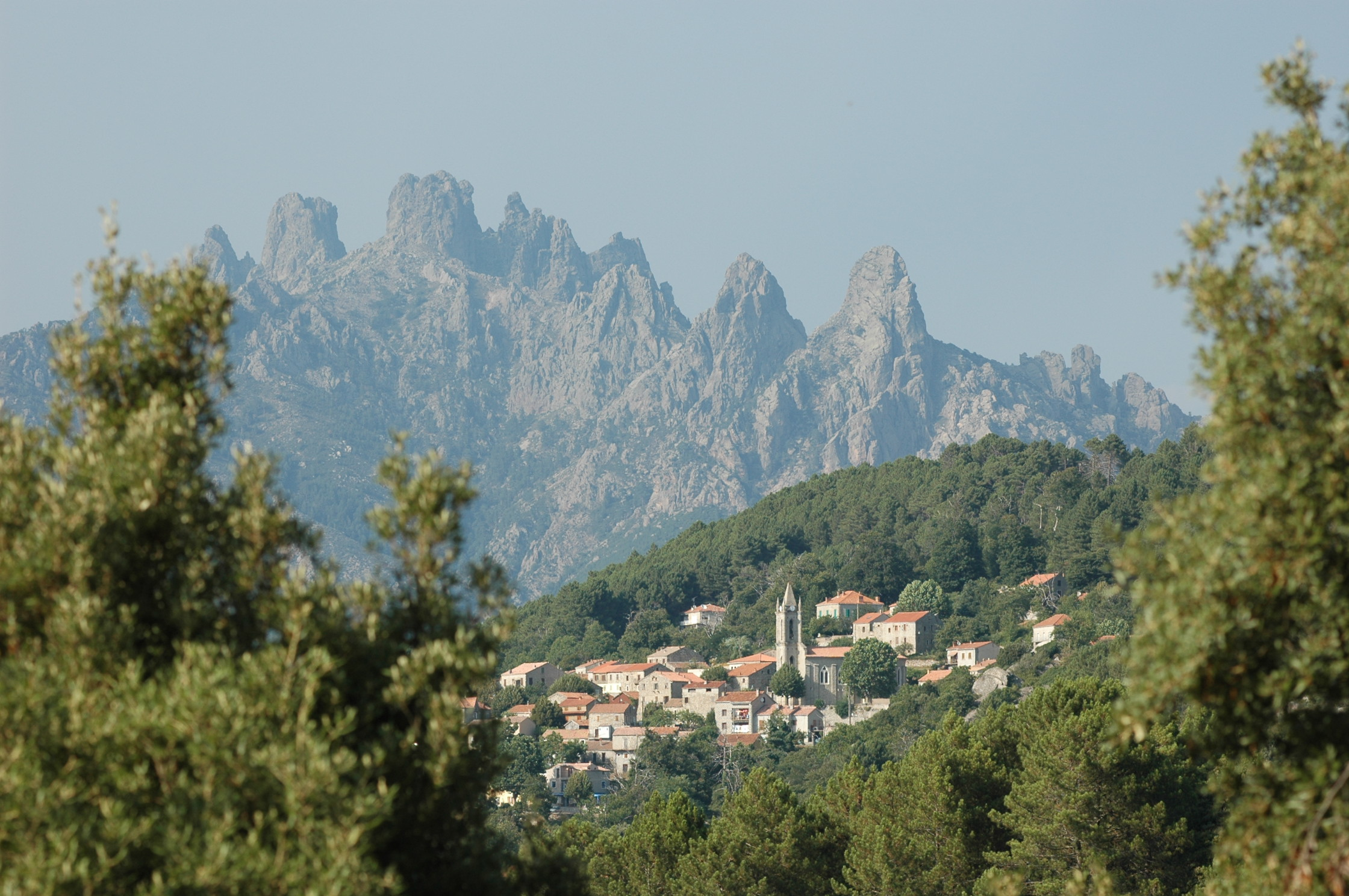
Le village avec les aiguilles de Bavella en arrière plan.

La commune de Zonza est située à cheval sur la chaîne montagneuse de Barocagio-Marghese, qui prolonge au Sud le massif de l'Incudine. Elle s'étend sur 20 kilomètres d'ouest en est, du village jusqu'à la mer Tyrrhénienne, et sur 12 kilomètres du nord au sud, du col de Bavella au Monte Rossu.

### Accès
L'agglomération de Sainte-Lucie-de-Porto-Vecchio située à la jonction de la RT 10 et la RD 168 a, est le centre d'un territoire de type maritime, arrosé par le petit fleuve Cavu. Aucune communication routière n'existe entre ces deux parties de la commune. Pour relier Zonza à Sainte-Lucie, distants de 17 kilomètres à « vol d'oiseau », il faut contourner le massif de Zonza par le Sud et passer par la 
"forêt de l'Ospédale" , soit un itinéraire montagneux de 48 kilomètres impossible à effectuer en moins d'une heure.
Le village de Zonza est distant par la route de :
- 53 km de l'aéroport de Figari Sud Corse,
- 39 km du port de commerce de Porto-Vecchio,
- 40 km du port de commerce de Propriano,
- 10 km de Levie, chef-lieu de canton,
- 19 km d'Aullène,
- 39 km de Sartène,
- 39 km de Porto-Vecchio,
- 40 km de Propriano,
- 40 km de Solenzara,
- 87 km d'Ajaccio.

## Urbanisme

### Typologie
Au 1er janvier 2024, Zonza est catégorisée commune rurale à habitat dispersé, selon la nouvelle grille communale de densité à sept niveaux définie par l'Insee en 2022.
Elle est située hors unité urbaine. Par ailleurs la commune fait partie de l'aire d'attraction de Porto-Vecchio, dont elle est une commune de la couronne,. Cette aire, qui regroupe 10 communes, est catégorisée dans les aires de moins de 50 000 habitants,.
La commune, bordée par la mer Méditerranée, est également une commune littorale au sens de la loi du 3 janvier 1986, dite loi littoral. Des dispositions spécifiques d’urbanisme s’y appliquent dès lors afin de préserver les espaces naturels, les sites, les paysages et l’équilibre écologique du littoral, tel le principe d'inconstructibilité, en dehors des espaces urbanisés, sur la bande littorale des 100 mètres, ou plus si le plan local d’urbanisme le prévoit.

### Occupation des sols
L'occupation des sols de la commune, telle qu'elle ressort de la base de données européenne d’occupation biophysique des sols Corine Land Cover (CLC), est marquée par l'importance des forêts et milieux semi-naturels (86,2 % en 2018), néanmoins en diminution par rapport à 1990 (87,5 %). La répartition détaillée en 2018 est la suivante : 
forêts (42,4 %), milieux à végétation arbustive et/ou herbacée (24,5 %), espaces ouverts, sans ou avec peu de végétation (19,3 %), zones agricoles hétérogènes (6,3 %), zones urbanisées (5 %), cultures permanentes (0,6 %), espaces verts artificialisés, non agricoles (0,5 %), eaux maritimes (0,5 %), prairies (0,4 %), zones humides côtières (0,4 %). L'évolution de l’occupation des sols de la commune et de ses infrastructures peut être observée sur les différentes représentations cartographiques du territoire : la carte de Cassini (XVIIIe siècle), la carte d'état-major (1820-1866) et les cartes ou photos aériennes de l'IGN pour la période actuelle de 1950 à aujourd'hui.

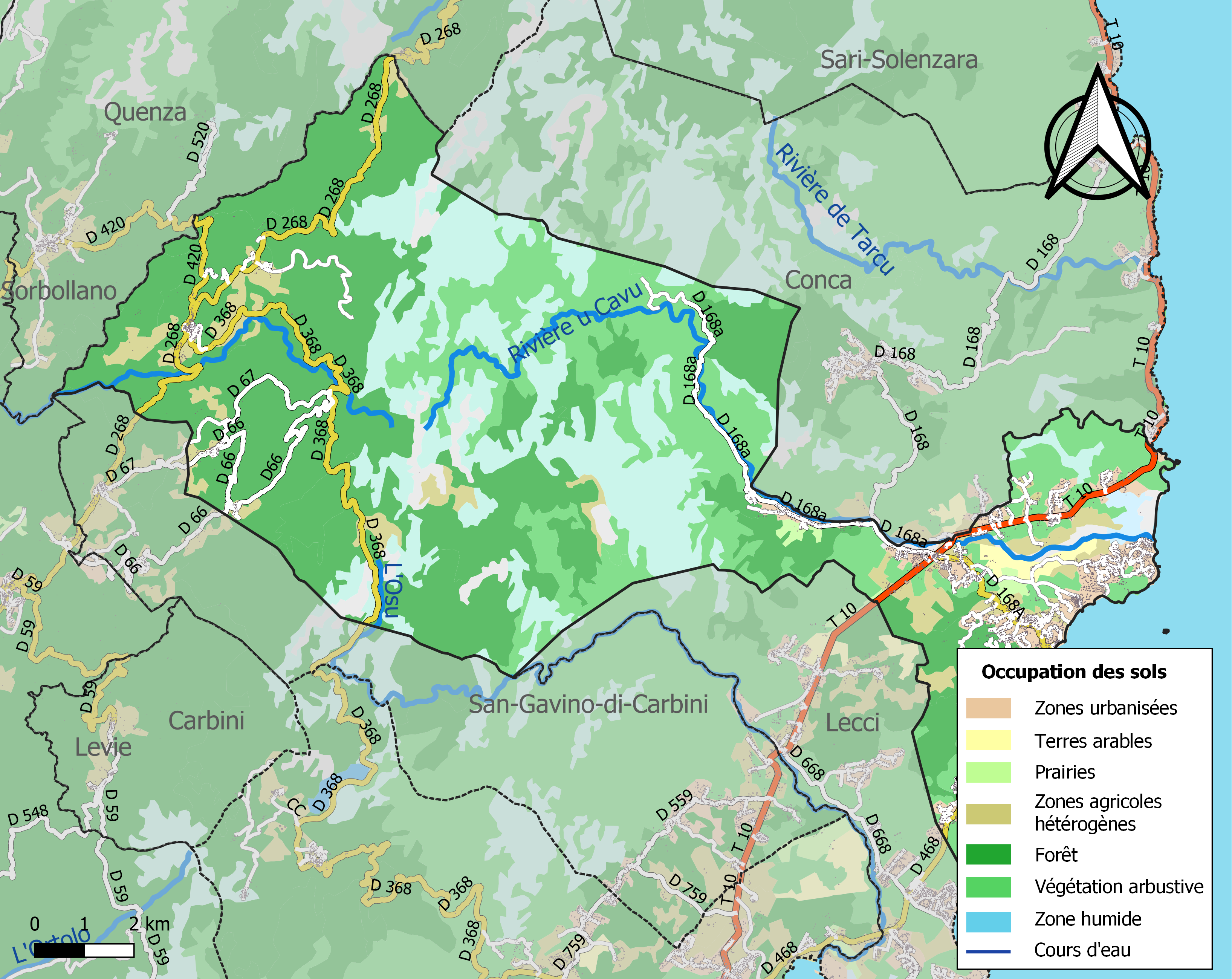
Carte des infrastructures et de l'occupation des sols de la commune en 2018 (CLC).

### Zonza
Le village est situé dans l'intérieur des terres, sur le versant est du vallon du Rizzanese, en face de Quenza, sur la route D 268 reliant Bavella à Levie.

### Sainte-Lucie-de-Porto-Vecchio

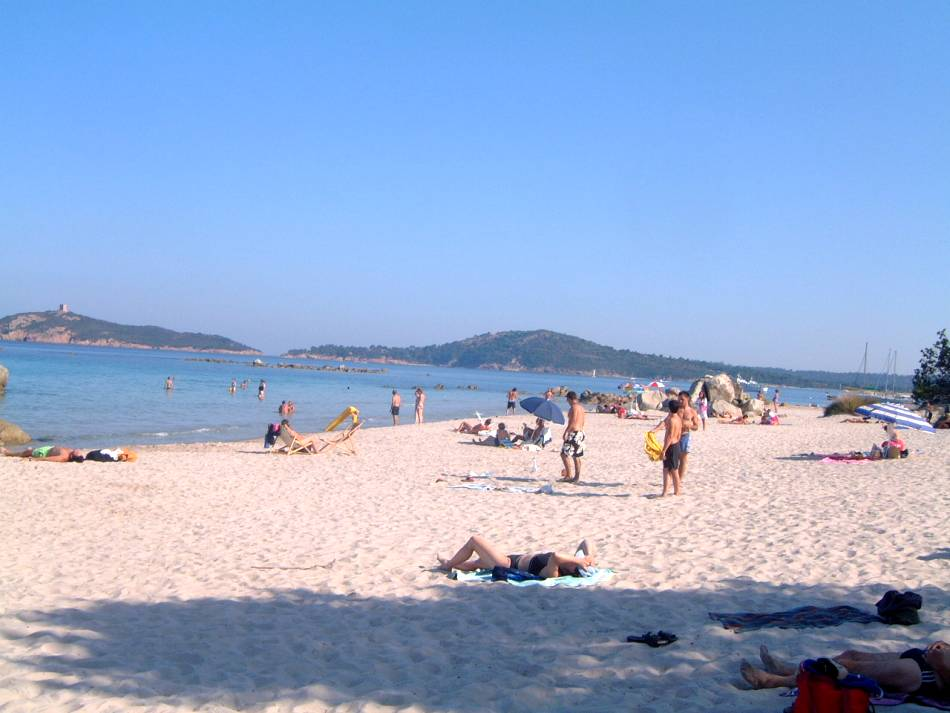
La plage et le golfe de Pinarello.

Sainte-Lucie-de-Porto-Vecchio (Santa Lucìa di Purtivechju en corse) est situé sur la RT 10 (ex-RN 198), sur la côte est, entre Sari-Solenzara 
à 25 km au nord et Porto-Vecchio distant de 15 km au Sud. La D 168 a, à l’est, mène au littoral et au village de Pinarello  à 3 km. À l’ouest, la D 168 longe une partie de la rivière Cavo et mène au village de Conca (5 km).
Une annexe de la mairie se trouve sur la D 168 a - en direction de Pinarello. Le hameau possède des commerces : une supérette d’alimentation, une maison médicale, une pharmacie, une station-service et une librairie.
Le village offre une multitude d'hébergements, comprenant hôtels, campings et locations de vacances.
Le hameau de Pinarellu (localement Pinareddu) occupe le fond du  golfe du même nom. C'est un petit port de pêche et de plaisance qui offre au sud, une belle plage de sable blanc qui longe une pinède de 10 ha.
Le hameau de Tagliu Rossu est construit à 103 mètres d'altitude, en amont de Sainte-Lucie-de-Porto-Vecchio, à proximité du Cavo.

### Autres villages
- Vers l’ouest, le village de Paccionitoli, une escale sur la route de l'Ospédale, témoigne de l'ère préhistorique avec ses nombreux dolmens et grottes aménagées.
- Vers le nord, enfin, entre Viséo et le col de Bavella, on peut trouver quelques lieux-dits, longeant la route.

## Toponymie
Le nom en corse de la commune est Zonza /ˈt͡sɔ̃ŋt͡sa/. Ses habitants sont les Zunzesi.
Il semblerait que Zonza, comme de nombreux toponymes de la côte ouest de la Corse, soit un toponyme d'origine ibère. Cette région a été habitée par les mêmes populations que celles de l’Espagne de l'est : les Ibères,[source insuffisante].

## Politique et administration

### Liste des maires
| Période                                  | Période  | Identité                   | Étiquette | Qualité |
| ---------------------------------------- | -------- | -------------------------- | --------- | --- |
| Maire avant 1911                         | ?        | Charles Carli              |           | |
| Les données manquantes sont à compléter. |          |                            |           | |
| Maire en 1926                            | ?        | Grimalde Gianni            |           | |
| Les données manquantes sont à compléter. |          |                            |           | |
| 1971                                     | 1976     | Albert Muzy                |           | |
| 1976                                     | 1977     | Jean-Baptiste Gianni       |           | |
| 1977                                     | 1989     | Jacques Pacini             |           | |
| 1989                                     | 2008     | Sébastien-Marc Rocca Serra | DVD       | Commerçant, Retraité Conseiller municipal de Zonza (1965-1977 et 1989-2020) Conseiller général du canton de Levie (2001-2015)                                                                    |
| 2008                                     | 2020     | Henri-Paul Agostini        | SE        | Documentaliste, Retraité Conseiller municipal de Zonza (1977-2020) Vice-Président de la Communauté de communes de l'Alta Rocca (2008-2014) Président de la Société hippique de Zonza (2010-2023) |
| 2020                                     | En cours | Nicolas Cucchi             | DVNAT     | |

### Tendances politiques et résultats
Le résultat de l'élection présidentielle de 2012 dans cette commune est le suivant :
| Candidat       | Candidat                    | Premier tour | Premier tour | Second tour | Second tour |
| Candidat       | Candidat                    | Voix         | %            | Voix        | %           |
| -------------- | --------------------------- | ------------ | ------------ | ----------- | ----------- |
|                | Eva Joly (EÉLV)             | 26           | 2,00         |             |             |
|                | Marine Le Pen (FN)          | 350          | 26,96        |             |             |
|                | Nicolas Sarkozy (UMP)       | 489          | 37,67        | 901         | 69,15       |
|                | Jean-Luc Mélenchon (FG)     | 119          | 9,17         |             |             |
|                | Philippe Poutou (NPA)       | 14           | 1,08         |             |             |
|                | Nathalie Arthaud (LO)       | 2            | 0,15         |             |             |
|                | Jacques Cheminade (SP)      | 1            | 0,08         |             |             |
|                | François Bayrou (MoDem)     | 93           | 7,16         |             |             |
|                | Nicolas Dupont-Aignan (DLR) | 16           | 1,23         |             |             |
|                | François Hollande (PS)      | 188          | 14,48        | 402         | 30,85       |
|                |                             |              |              |             |             |
| Inscrits       | Inscrits                    | 1700         | 100,00       | 1700        | 100,00      |
| Abstentions    | Abstentions                 | 378          | 22,24        | 335         | 19,71       |
| Votants        | Votants                     | 1322         | 77,76        | 1365        | 80,29       |
| Blancs et nuls | Blancs et nuls              | 24           | 1,82         | 62          | 4,54        |
| Exprimés       | Exprimés                    | 1298         | 98,18        | 1303        | 95,46       |

Le résultat de l'élection présidentielle de 2017 dans cette commune est le suivant :
| Candidat    | Candidat                    | Premier tour | Premier tour | Deuxième tour | Deuxième tour |  |
| Candidat    | Candidat                    | %            | Voix         | %             | Voix          |  |
| ----------- | --------------------------- | ------------ | ------------ | ------------- | ------------- |  |
|             | Nicolas Dupont-Aignan (DLF) | 4,37         | 64           |               |               |  |
|             | Marine Le Pen (FN)          | 29,90        | 438          | 51,53         | 624           |  |
|             | Emmanuel Macron (EM)        | 14,27        | 209          | 48,47         | 587           |  |
|             | Benoît Hamon (PS)           | 2,05         | 30           |               |               |  |
|             | Nathalie Arthaud (LO)       | 0,48         | 7            |               |               |  |
|             | Philippe Poutou (NPA)       | 0,68         | 10           |               |               |  |
|             | Jacques Cheminade (SP)      | 0,14         | 2            |               |               |  |
|             | Jean Lassalle (RES)         | 5,80         | 85           |               |               |  |
|             | Jean-Luc Mélenchon (LFI)    | 11,60        | 170          |               |               |  |
|             | François Asselineau (UPR)   | 0,41         | 6            |               |               |  |
|             | François Fillon (LR)        | 30,31        | 444          |               |               |  |
|             |                             |              |              |               |               |  |
| Inscrits    | Inscrits                    | 2 027        | 100,00       | 2 027         | 100,00        |  |
| Abstentions | Abstentions                 | 528          | 26,05        | 635           | 31,33         |  |
| Votants     | Votants                     | 1 499        | 73,95        | 1 392         | 68,67         |  |
| Blancs      | Blancs                      | 15           | 1,00         | 113           | 8,12          |  |
| Nuls        | Nuls                        | 19           | 1,27         | 68            | 4,89          |  |
| Exprimés    | Exprimés                    | 1 465        | 97,73        | 1 211         | 87,00         |  |

## Démographie
L'évolution du nombre d'habitants est connue à travers les recensements de la population effectués dans la commune depuis 1800. Pour les communes de moins de 10 000 habitants, une enquête de recensement portant sur toute la population est réalisée tous les cinq ans, les populations de référence des années intermédiaires étant quant à elles estimées par interpolation ou extrapolation. Pour la commune, le premier recensement exhaustif entrant dans le cadre du nouveau dispositif a été réalisé en 2008.

En 2022, la commune comptait 2 869 habitants, en évolution de +6,34 % par rapport à 2016 (Corse-du-Sud : +7,61 %, France hors Mayotte : +2,11 %).
| 1800 | 1806 | 1821 | 1831 | 1836 | 1841 | 1846 | 1851 | 1856 |
| ---- | ---- | ---- | ---- | ---- | ---- | ---- | ---- | ---- |
| 407  | 395  | 390  | 480  | 512  | 585  | 723  | 603  | 627  |

| 1861 | 1866 | 1872 | 1876  | 1881  | 1886  | 1891  | 1896  | 1901  |
| ---- | ---- | ---- | ----- | ----- | ----- | ----- | ----- | ----- |
| 754  | 873  | 909  | 1 003 | 1 022 | 1 270 | 1 200 | 1 316 | 1 511 |

| 1906  | 1911  | 1921  | 1926  | 1931  | 1936  | 1946  | 1954  | 1962 |
| ----- | ----- | ----- | ----- | ----- | ----- | ----- | ----- | ---- |
| 1 718 | 1 815 | 1 714 | 1 670 | 1 624 | 1 814 | 1 613 | 1 075 | 727  |

| 1968 | 1975  | 1982  | 1990  | 1999  | 2006  | 2008  | 2013  | 2018  |
| ---- | ----- | ----- | ----- | ----- | ----- | ----- | ----- | ----- |
| 835  | 1 214 | 1 503 | 1 600 | 1 802 | 2 132 | 2 226 | 2 553 | 2 745 |

| 2022  | - | - | - | - | - | - | - | - |
| ----- | - | - | - | - | - | - | - | - |
| 2 869 | - | - | - | - | - | - | - | - |

## Lieux et monuments

### Patrimoine naturel
Plusieurs très vieux Châtaigniers majestueux, dont certains millénaires, sont recensés sur la commune de Zonza.

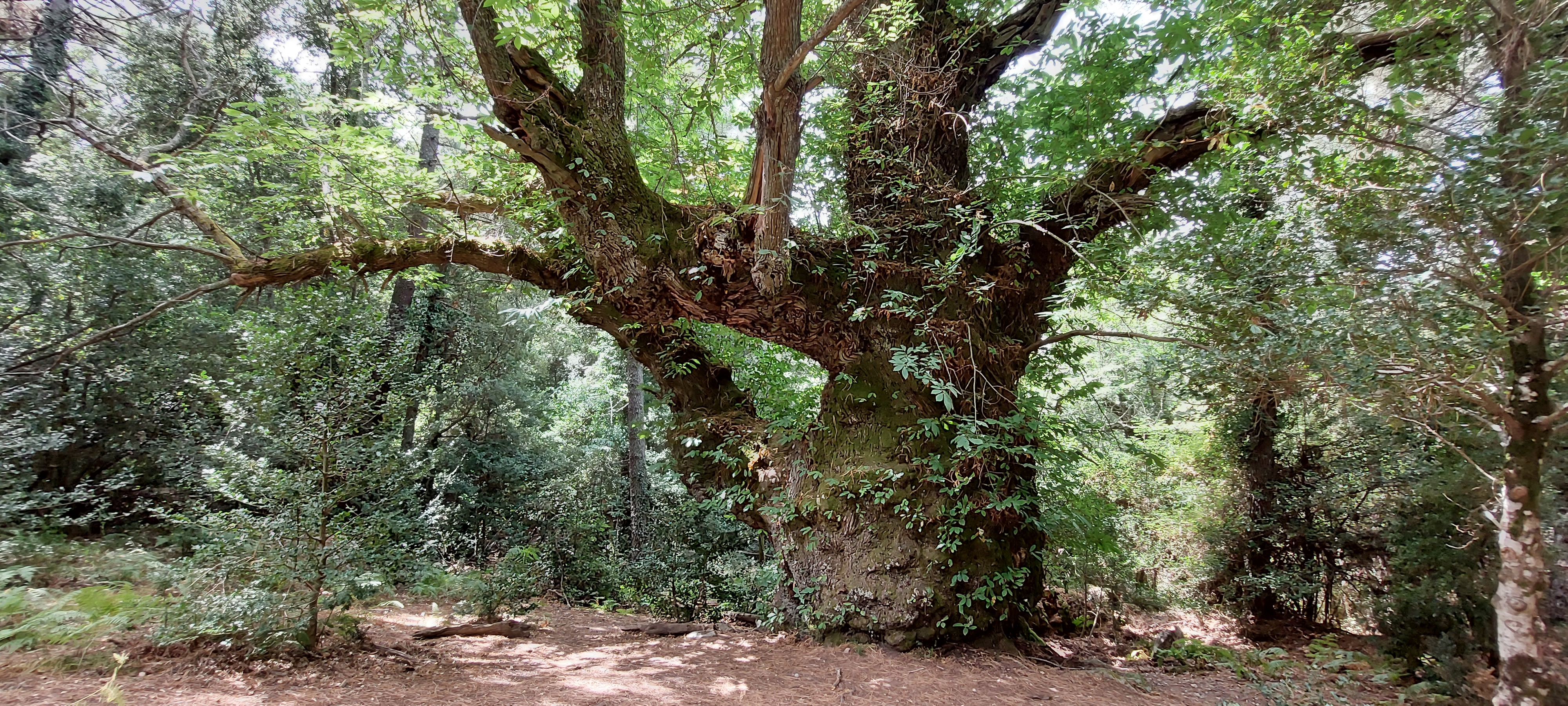
Un châtaignier millénaire dans la forêt de Zonza.

### Architecture

#### Architecture sacrée

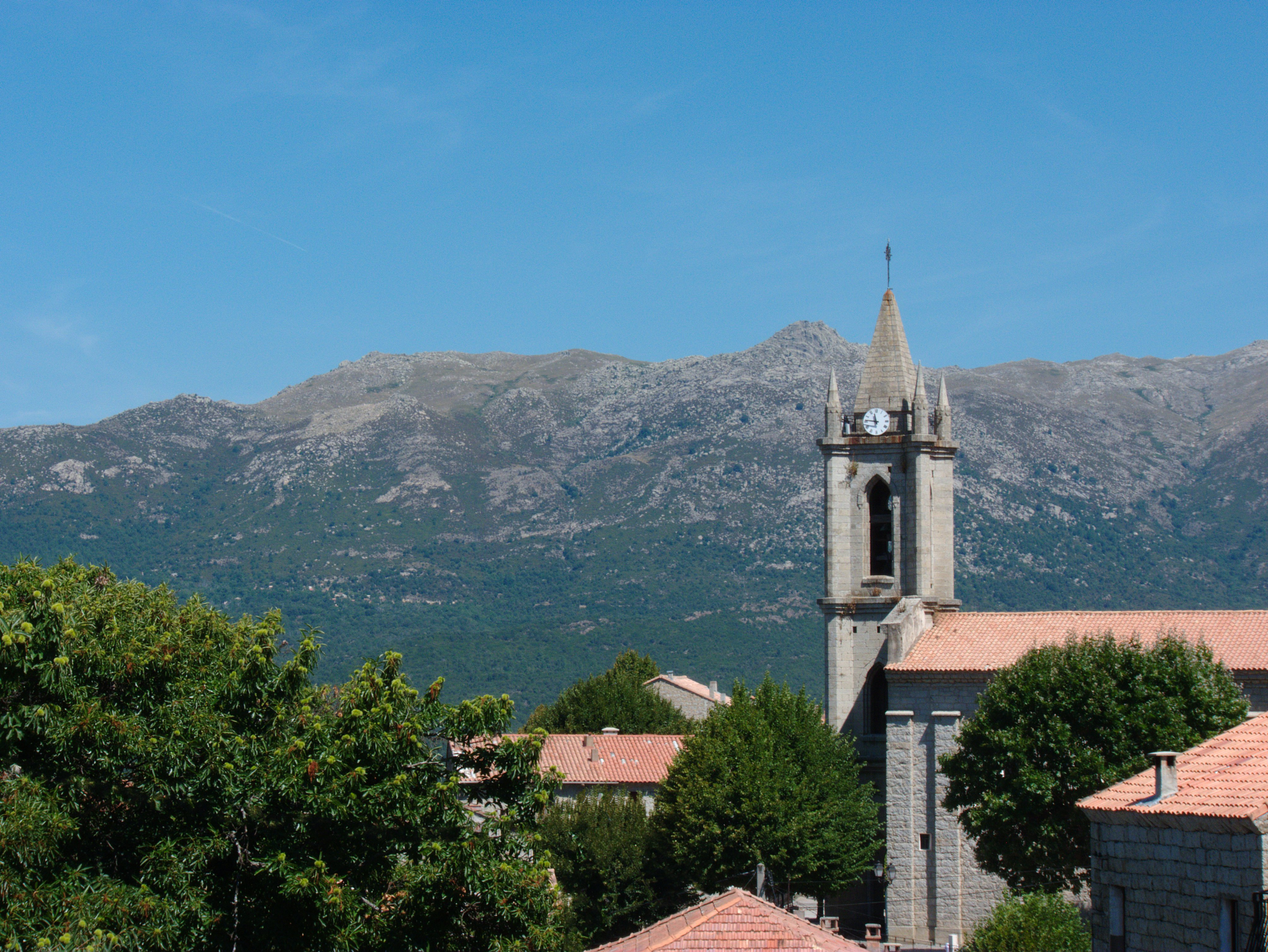
Clocher de L'Église de l'Assomption.

- Église paroissiale Santa-Maria-Assunta de Zonza, inscrite à l'Inventaire général du patrimoine culturel[18].
- Église Saint-Jean-Baptiste de Carabona, inscrite à l'Inventaire général du patrimoine culturel[19].
- Église de Pinarellu.
- Chapelle Sainte-Barbe de Pinalleru.
- Chapelle Sainte-Barbara de Zonza.
- Chapelle de Paccionitoli.
- Chapelle Saint-Césaire de Zonza.

#### Architecture civile

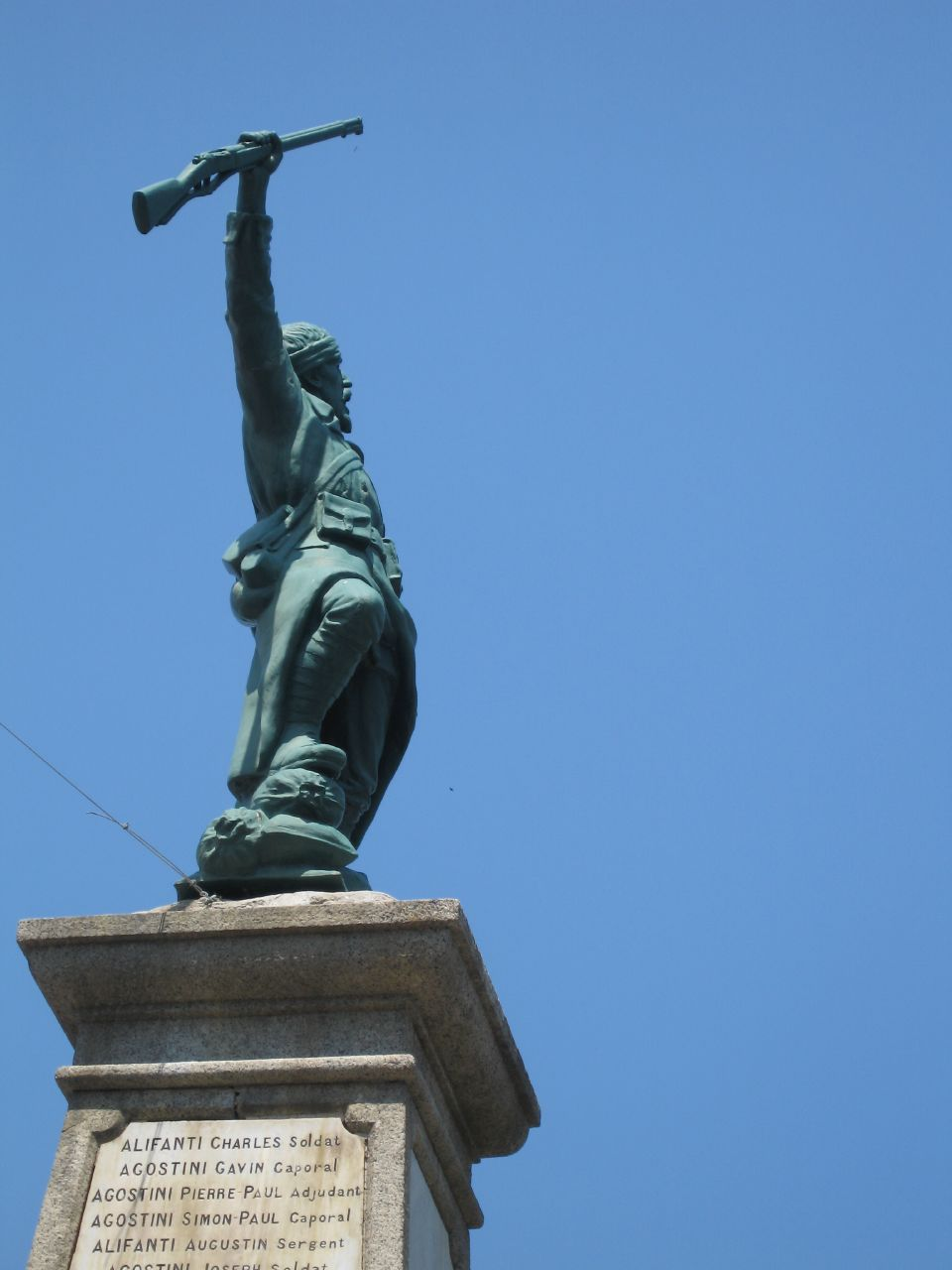
Monument aux morts.

- Le Monument aux morts est représenté par une statue d'un soldat brandissant son fusil. Les noms des défunts sont inscrits sur une plaque en marbre gravée et scellée sur le coté du pied du monument.

#### Tours génoises
À proximité de Sainte-Lucie-de-Porto-Vecchio se trouvent sur le littoral, les tours de Fautea et de Pinarellu.

### Musées
Zonza s'est doté récemment d'un Musée de la Résistance en Alta Rocca. Le musée, situé à côté de l'office de tourisme de Zonza, a été inauguré à l'été 2011.
Il regroupe toutes les manifestations et actions résistantes de la Seconde Guerre mondiale en Alta Rocca ainsi que leurs principaux acteurs et participants, thème absent, jusqu'alors, de la muséographie corse. Composé de quelques salles et agrémenté de mannequins et de reconstitutions, il est ouvert au public gratuitement. En 2019, lui est adjoint un lieu d’exposition destiné à mettre en valeur des véhicules de la Seconde Guerre mondiale.

## Personnalités liées
- Noël Giorgi (1900-1944), né à Carabona, (Zonza), officier de la France libre, Compagnon de la Libération[20].

## Fêtes et loisirs
Zonza abrite l’hippodrome de Viseo, le plus haut d'Europe, ouvert uniquement en été, à près de 950 mètres d’altitude. Il est géré par la Société hippique de Zonza.